# Квінз Парк Рейнджерс
«Квінз Парк Ре́йнджерс» (англ. «Queens Park Rangers») — англійський футбольний клуб, який базується в західному Лондоні (у Шепердс Буш, Гаммерсміт енд Фулгем). «Квінз Парк Рейнджерс» також широко відомий за скороченою назвою КПР (англ. QPR). Їх також називають «Рейджерс» і «Хупс» (Hoops — «Обручі», через поперечних біло-блакитні смуги їх основної традиційної форми).
Протягом багатьох років клуб грав домашні матчі на різних стадіонах, перш ніж отримав у своє користування «Лофтус Роуд» (англ. «Loftus Road») у 1917 році. У 1931–1933 і пізніше в 1962-63 роках команда також грала на «Вайт Сіті».
У 2011 році посів перше місце в Чемпіонаті Футбольної ліги Англії та повернувся до англійської Прем'єр-Ліги. У цьому ж році власником клубу став бізнесмен Тоні Фернандес.

## Досягнення
Чемпіонат Футбольної ліги Англії:
- Переможець (2): 1982/83, 2010/11

Кубок Ліги:
- Володар (1): 1966/67
- Фіналіст (1): 1985/86

Кубок Англії:
- Фіналіст (1): 1981/82

Кубок УЄФА:
- Чвертьфіналіст (1): 1976/77